# Attagenus suspiciosus
Attagenus suspiciosus là một loài bọ cánh cứng trong họ Dermestidae. Loài này được Solsky miêu tả khoa học năm 1876.